# نوستك ثؤلولي
نوستك ثؤلولي (الاسم العلمي:Nostoc verrucosum) هو نوع من البكتيريا يتبع جنس النوستك من الفصيلة النوستكية.